# Budenovskoye 2
La mine de Karataou (aussi orthographié Karatau) est une mine d'uranium située sur le site no 2 du gisement d'uranium de Budenovskoye, localisé à environ 80 km au nord-ouest de la petite ville de Suzak sur le versant nord des Montagnes Karataou dans la zone sud du bassin de Tchou-Saryssou au Kazakhstan-Méridional, à environ 200 km à l'est de Kyzylorda et à 300 km au nord-ouest de la ville de Chimkent.
La mine est détenue par la société canadienne Uranium One (50%) et la société kazakhe Kazatomprom (50%). Elle extrait l'uranium du sous-sol selon le procédé de lixiviation in situ. Elle a démarré la production en janvier 2009, après 2 années d'expérimentations. Elle a produit 1708 tonnes d'uranium en 2010, puis 2175 tonnes en 2011 et 2135 tonnes en 2012.
En décembre 2011, les réserves sont estimées à 40,7 millions de tonnes de minerai d'une teneur de 0,022% uranium.